# Allochernes tucanus
Espèce
Allochernes tucanus est une espèce de pseudoscorpions de la famille des Chernetidae.

## Distribution
Cette espèce est endémique d'Himachal Pradesh en Inde. Elle se rencontre vers Darcha.

## Description
Le mâle holotype mesure 1,6 mm.

## Publication originale
- Beier, 1959 : Ein neuer Allochernes (Pseudoscorp.) aus dem Karakorum-Gebirge. Annalen des Naturhistorischen Museums in Wien, vol. , p. 407-408 (texte intégral).